# Chrysotimus chikuni
Chrysotimus chikuni är en tvåvingeart som beskrevs av Wang, Yang och Patrick Grootaert 2005. Chrysotimus chikuni ingår i släktet Chrysotimus och familjen styltflugor. Inga underarter finns listade i Catalogue of Life.